# Saale-Elster-Aue

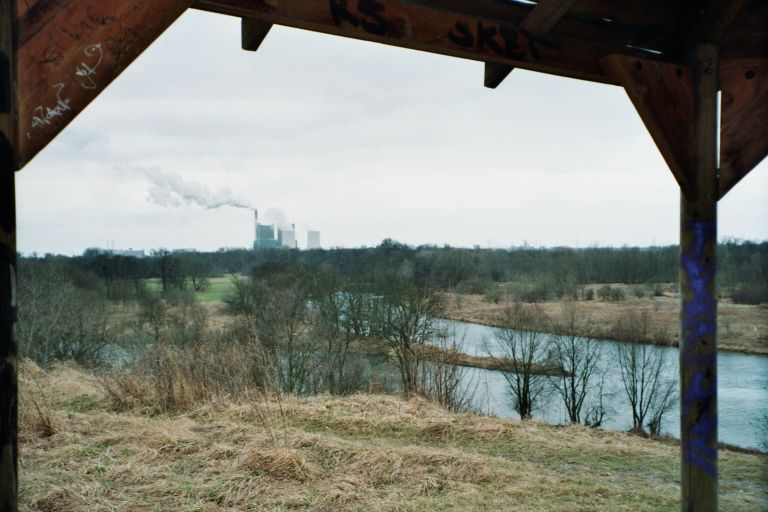
Elstermündung in die Saale, im Hintergrund das Braunkohlekraftwerk der E.ON AG in Schkopau

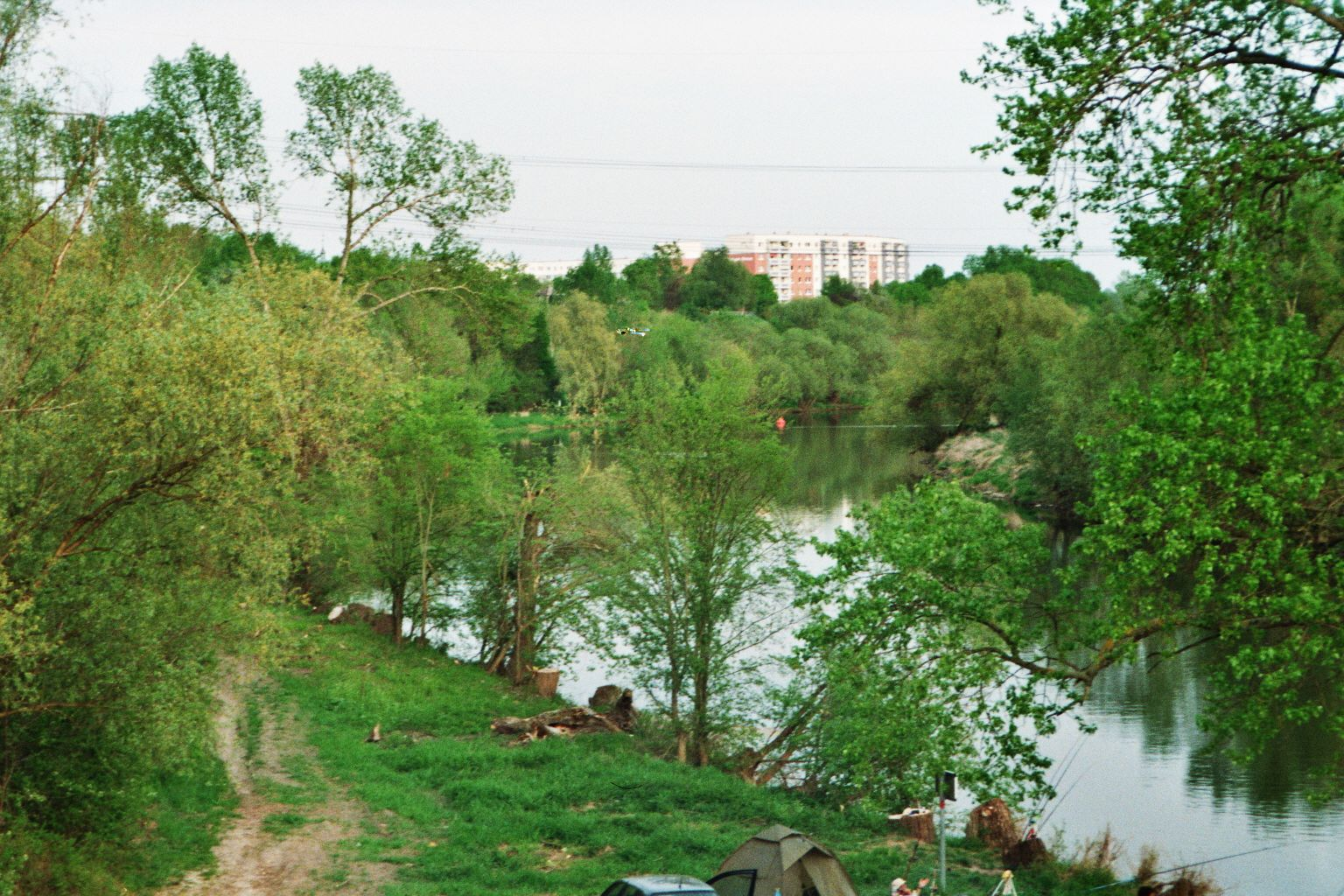
Saale, im Hintergrund Plattenbauten in Halle-Silberhöhe

Saale-Elster-Aue bezeichnet die Auenlandschaft im Bereich der Mündungen von Weißer Elster und Luppe in die Saale. Sie befindet sich zwischen den Städten Halle (Saale) und Merseburg und beinhaltet das FFH-Gebiet „Saale-, Elster-, Luppe-Aue zwischen Merseburg und Halle“ mit einer Größe von 1756 Hektar und das Naturschutzgebiet „Saale-Elster-Aue bei Halle“ mit einer Größe von 915 Hektar. In der Saale-Elster-Aue befindet sich das Trinkwasserschutzgebiet der Stadt Halle.

## Geologie

Falschfarbenbild der Elster-Luppe-Aue von Leipzig bis Halle aus DGM1-Daten

Geomorphologisch ist die Saale-Elster-Aue eine Salzauslaugungsniederung. Ihre Entstehung wurde vor allem durch die letzte Endmoräne der Region (Tauchaer Endmoräne) in der Saale-Kaltzeit (Drenthe-Stadium) begünstigt. Durch diese wurde die Weiße Elster im Bereich des heutigen Leipzig nach Westen zur Saale hin abgelenkt und auch die Entstehung des Leipziger Gewässerknotens und der Elster-Luppe-Aue ermöglicht. 

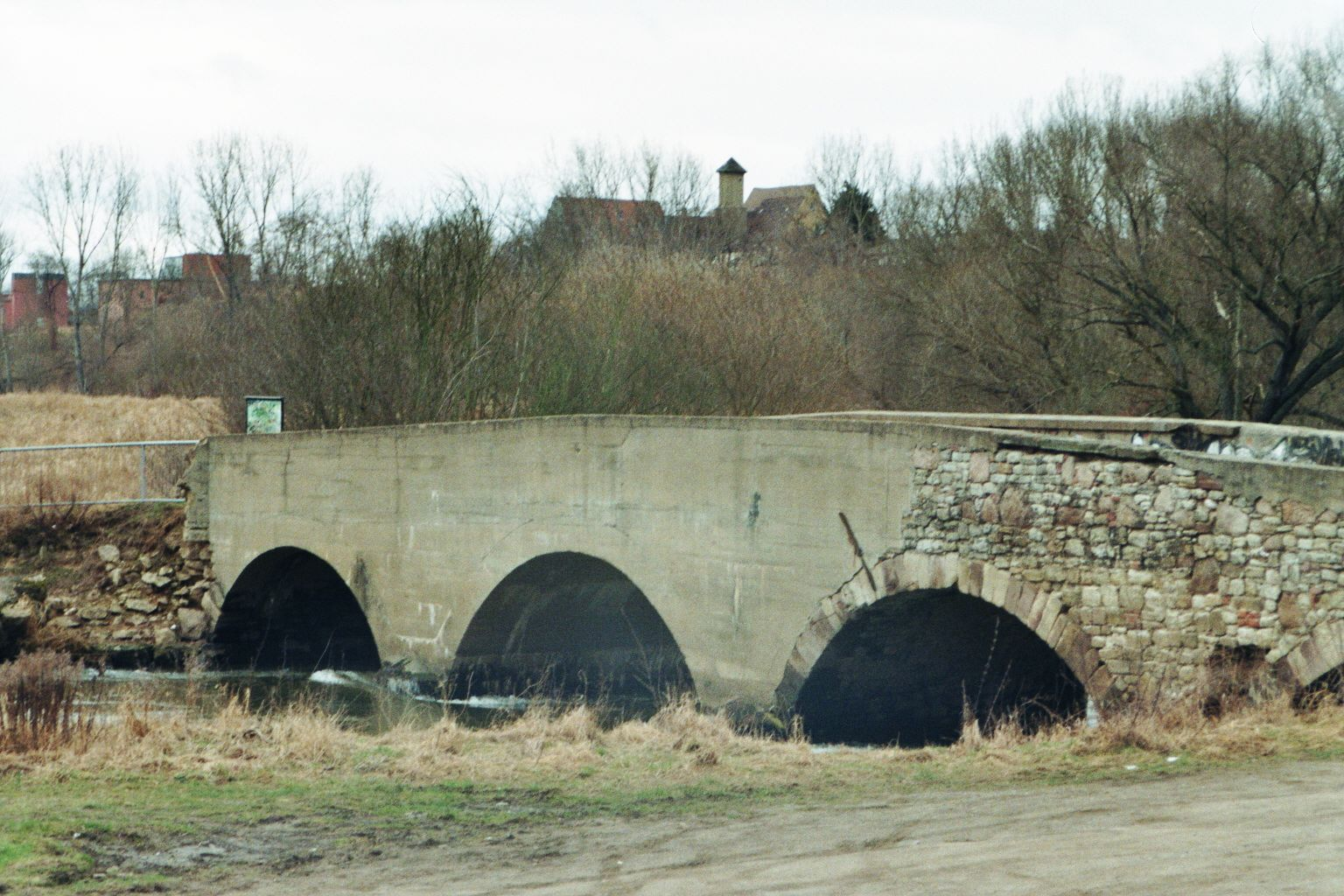
Schafbrücke (Elster-Brücke) bei Ammendorf vor der Mündung

Durch ihr geringes Gefälle und ihre hohe Sedimentfracht anastomosiert die Weiße Elster (häufig als Binnendelta bezeichnet) und es haben sich in ihrer kilometerbreiten Aue Nebenarme wie die Luppe, die Gerwische oder der Markgraben und zahlreiche Altarme gebildet. Weitere Gewässer, die heute Bestandteil der Aue sind, sind neben der Saale und ihren Altarmen auch die Standgewässer Wallendorfer See und Raßnitzer See. Bei letzteren handelt es sich um ehemalige Braunkohletagebaue.
Die Aue unterliegt noch weitgehend der natürlichen Wasserstandsdynamik mit regelmäßigen Frühjahres- und seltenen Herbst-/Winterhochwässern. Das Gebiet wird stark durch den Rückstau der Weißen Elster bei gleichzeitigem Saalehochwasser beeinflusst.

## Flora
Die Landschaft erstreckt sich von Weichholz- und Hartholzgebieten, Fuchsschwanzwiesen, Rohrglanzgraswiesen bis zu ausgedehnten, teils unzugänglichen Feuchtgebieten. Wichtige Pflanzen der Auenlandschaft stellen Feldulmen-, Weißdorn-, Schlehen- und Holundergebüsche dar.

## Fauna
Zu den Vögeln, die die Aue nutzen, gehören u. a. Zwergtaucher, Große Rohrdommel, Löffel- und Reiherente, Wasserralle, Rebhuhn, Raubwürger, Weiß- und Schwarzstörche. In der Aue befand sich das größte Graureiherbrutgebiet Europas, durch das Vordringen des Waschbären ist der Bestand gefährdet. In den Augewässern leben Blattfußkrebse.

## Ortschaften
Unmittelbar in der Aue liegen u. a. die Ortsteile Planena, Burg und Röpzig, die bei Hochwasser häufig vollständig eingeschlossen sind.

## Verkehr

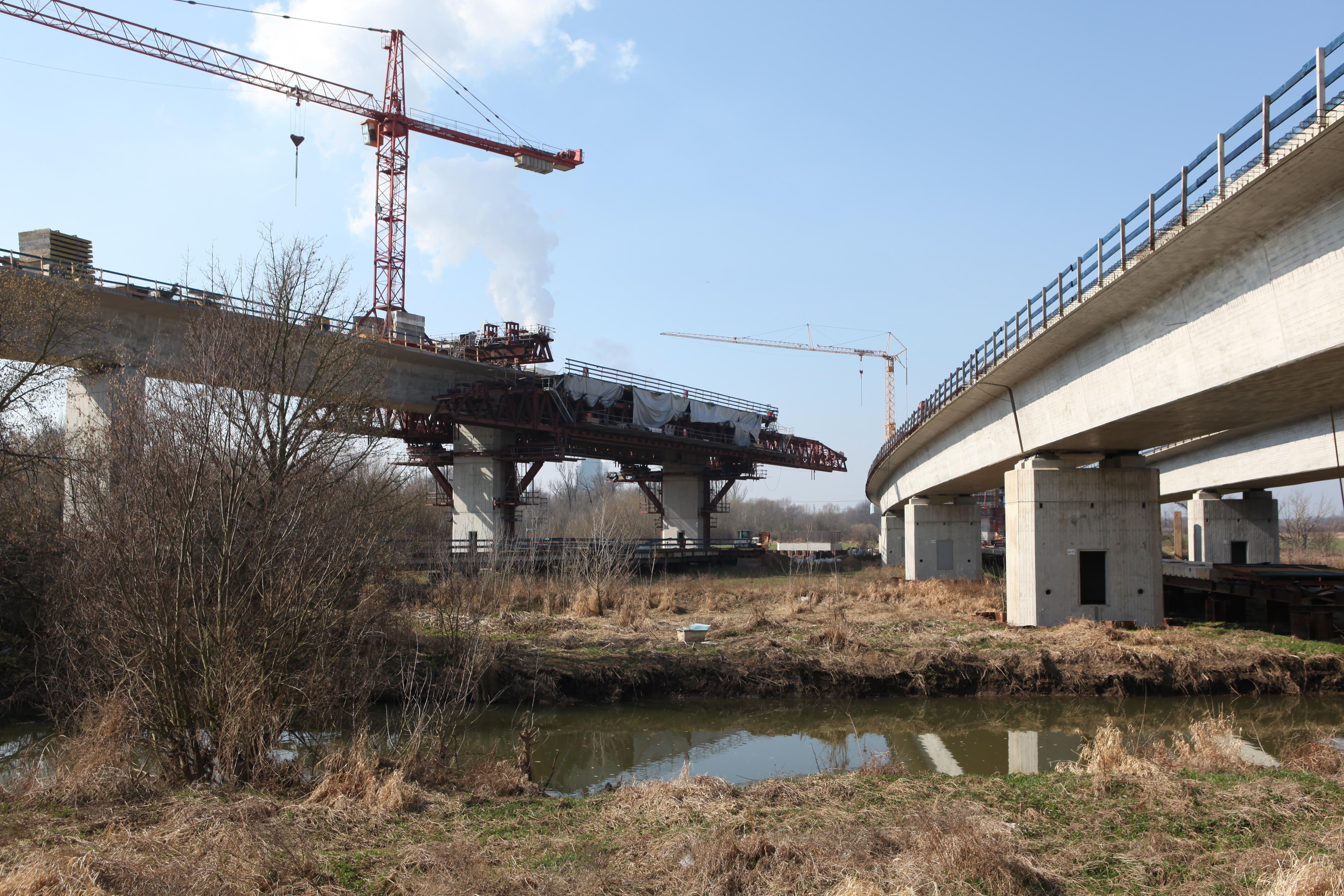
Saale-Elster-Talbrücke, Abzweig Planena

Die Neubaustrecke Erfurt–Leipzig/Halle, die alte Bahnlinie der Thüringer Bahn und parallel die Bundesstraße 91 (mit der Straßenbahnstrecke Halle-Bad Dürrenberg) queren die Aue.
Die Saale-Elster-Talbrücke als längste Eisenbahnbrücke Europas dominiert die Aue optisch.